# Švihov (district de Rakovník)
Pour les articles homonymes, voir Švihov.
Švihov (en allemand : Schmihof) est une commune du district de Rakovník, dans la région de Bohême-Centrale, en République tchèque. Sa population s'élevait à 56 habitants en 2020.

## Géographie
Švihov se trouve à 9 km à l'est-sud-est de Petrohrad, à 12 km à l'ouest de Rakovník et à 61 km à l'ouest de Prague.
La commune est limitée par Kolešovice au nord, par Pšovlky à l'est, et par Oráčov au sud et à l'ouest.

## Histoire
La première mention écrite de la localité date de 1405.

## Transports
Par la route, Švihov se trouve à 13 km de Petrohrad, à 13,5 km de Rakovník et à 73 km du centre de Prague.